# Thermoterrabacterium ferrireducens
Thermoterrabacterium ferrireducens è una specie di batterio appartenente alla famiglia delle Peptococcaceae.